# Palo de Marca
Palo de Marca är en ort i Mexiko.   Den ligger i kommunen Huautla de Jiménez och delstaten Oaxaca, i den sydöstra delen av landet, 280 km sydost om huvudstaden Mexico City. Palo de Marca ligger 1 805 meter över havet och antalet invånare är 365.
Terrängen runt Palo de Marca är kuperad åt nordost, men åt sydväst är den bergig. Runt Palo de Marca är det ganska tätbefolkat, med 75 invånare per kvadratkilometer. Närmaste större samhälle är Huautla de Jiménez, 4,3 km nordost om Palo de Marca. I omgivningarna runt Palo de Marca växer i huvudsak städsegrön lövskog.